# Roeselia reducta
Roeselia reducta är en fjärilsart som beskrevs av Barend J. Lempke 1960. Roeselia reducta ingår i släktet Roeselia och familjen trågspinnare. Inga underarter finns listade.